# Рип'ях (річка)
Рип'ях — річка в Україні у Обухівському районі Київської області. Права притока річки Росі (басейн Дніпра).

## Опис
Довжина річки приблизно 11,60 км, найкоротша відстань між витоком і гирлом — 9,79  км, коефіцієнт звивистості річки — 1,18 . Формується декількома струмками та загатами.

## Розташування
Бере початок у селі Ісайки. Тече переважно на північний схід через села Яцюки та Хохітва і впадає у річку Рось, праву притоку річки Дніпра.

## Цікаві факти
- У селі Ісайки річку перетинає автошлях Т 1022[2] (автомобільний шлях територіального значення в Київській області. Проходить територією Миронівського та Богуславського районів. Загальна довжина — 36,1 км.).
- На річці існують газгольдери та газові свердловини[3].
- Між селами Яцюки та Хохітва річку перетинає газопровід Уренгой — Помара — Ужгород[3].